# دومین شورای لیون
دومین شورای لیون (انگلیسی: Second Council of Lyon)، دویم چهاردهمین شورای سراسری مسیحیت که از مارس ۱۲۷۲ در شهر لیون آغاز شد و تا سال ۱۲۷۴ به طول انجامید. پس از عزیمت ادوارد به شرق، پاپ گریگوری نهم که یکی از همراهان ادوارد بود، پس از رسیدن به مقام پاپی در شورای لیون در مه سال ۱۲۷۴، خواستار جنگ صلیبی جدیدی شد اما پاسخی در خور توجه از مسیحیان اروپا دریافت نکرد؛ شاه فرانسه از حضور در این شورا امتناع کرد و ادوارد یکم، که پاپ بیش از همه به وی امید داشت، مسائل داخلی کشورش را بهانه کرد. تنها جیمز یکم، پادشاه آراگون بود که در این شورا حضور یافت با این حال جز وعده دادن پاپ برای راه انداختن جنگ صلیبی جدید، اقدام در خور توجهی انجام نداد. نمایندگان میخائیل هشتم که مدت‌ها بود با شارل بر سر قسطنطنیه درگیر بود، در این شورا شرکت کرده بودند. میخائیل درصدد بود با بهره‌برداری از دشمنی پاپ گریگوری نهم با شارل آنژو بتواند از پاپ به‌عنوان سپری در برابر جاه‌طبی‌های خاندان آنژو استفاده کند. با این حال میخائیل در برابر این همراهی پاپ با او مجبور شد تا در این شورا، اتحاد و سرسپردگی کامل کلیسای ارتدکس شرق به کلیسای کاتولیک روم را بپذیرد.